# Distretto di Dolný Kubín
Il distretto di Dolný Kubín (okres Dolný Kubín) è un distretto della regione di Žilina, nella Slovacchia centrale.
Fino al 1918 il distretto era quasi interamente contenuto nella contea ungherese di Orava, eccetto una piccola zona intorno a Kraľovany che faceva parte della contea di Liptov.

## Geografia antropica
Il distretto è composto da 1 città e 23 comuni:

### Città
- Dolný Kubín

### Comuni
- Bziny
- Chlebnice
- Dlhá nad Oravou
- Horná Lehota
- Istebné
- Jasenová
- Kraľovany
- Krivá
- Leštiny
- Malatiná
- Medzibrodie nad Oravou
- Oravská Poruba

- Oravský Podzámok
- Osádka
- Párnica
- Pokryváč
- Pribiš
- Pucov
- Sedliacka Dubová
- Veličná
- Vyšný Kubín
- Zázrivá
- Žaškov